# Вырубово (Одинцовский район)
Вы́рубово — деревня в Одинцовском районе Московской области России, входит в городское поселение Одинцово.

## География
Деревня расположена по обе стороны автодороги «Беларусь» (Минское шоссе) за микрорайоном Баковкой города Одинцово при следовании из Москвы.

## История
Первые сведения о деревне Вырубово относятся к концу XVI века: тогда это была ещё деревня Марково, принадлежавшая Ивану Леонтьевичу Вырубову. В 1627 году в писцовой книге отмечается, что Марковом владели его сыновья Тимофей и Иван Ивановичи Вырубовы.
По данным 1852 года деревня «Марково, Вырубово тож» находилась в ведомстве государственных имуществ, и в ней проживало 38 мужчин и 28 женщин.
По переписи 1926 года в деревне Вырубово было 230 человек населения, находился сельсовет.
До 2005 года деревня входила в состав Мамоновского сельского округа, во время муниципальной реформы была включена в состав городского поселения Одинцово.

## Население
| 2002 | 2006 | 2010 |
| ---- | ---- | ---- |
| 194  | →194 | ↗204 |

## Известные уроженцы
- 6 декабря 1907 года в деревне родился Александр Васильевич Прохоров — участник советско-финской войны (1939—1940), комиссар батальона, Герой Советского Союза.
- 31 июля 1930 года в деревне родился Олег Константинович Попов — клоун, народный артист СССР.